# Sant Serni de Vall-llebrerola
Sant Serni de Vall-llebrerola és l'església de Vall-llebrerola, del municipi d'Artesa de Segre, inclosa en l'Inventari del Patrimoni Arquitectònic de Catalunya.

## Descripció
Església aïllada i envoltada pel fossar del lloc. És d'una nau amb volta de canó i absis semicircular. L'absis té cinc trams dividits per lesenes amb doble arcuació sobre mènsules decoratives. La finestra estava mig tapiada. Una altra finestra és a sota del carener. Al mur de migjorn han estat descobertes dues finestres de doble esqueixada amb arc de mig punt amb pedra tosca. A ponent es troba la porta amb arc de mig punt, finestra espitllera i campanar de cadireta.

## Història
El castell i lloc de Vall-llebrerola són esmentats el 1011 quan els canonges de Montmagastre actuaren contra Berenguer Bernat de Vall-llebrera per causa que aquest es volia apropiar de l'església de Sant Sadurní. Pertanyé a Sant Miquel de Montmagastre fins al 1592 i després a Sant Pere d'Àger. L'espadanya data del 1902.

## Galeria d'imatges

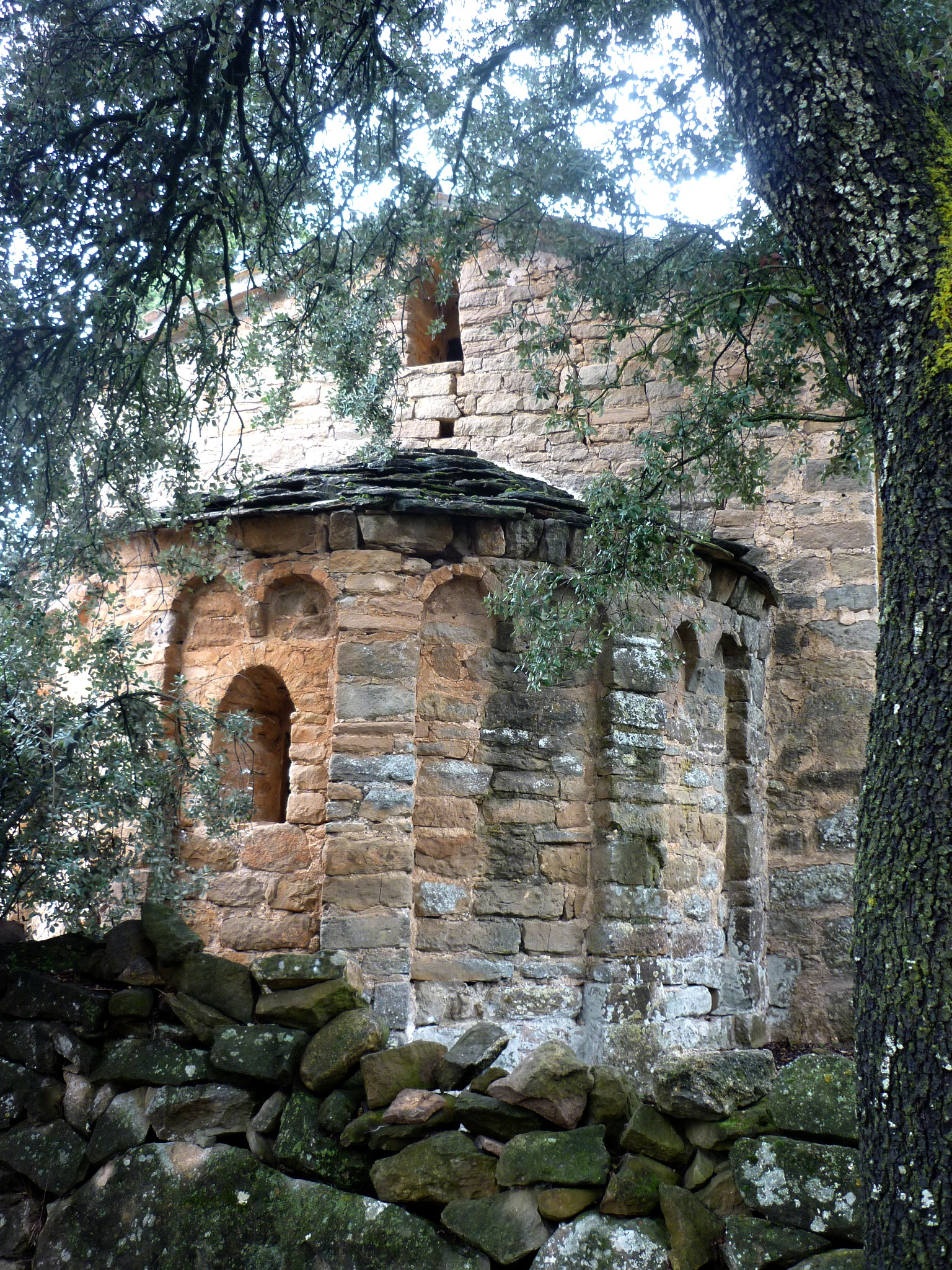
Absis